# 約翰峰
約翰峰（英語：John Peaks）是南極洲的山峰，位於南奧克尼群島的鮑威爾島南端，海拔高度415米，在1821年12月被發現，該山峰現時由南極條約體系管理。